# Arafurazee
De Arafurazee is een randzee van de Grote Oceaan, gelegen tussen Indonesië en Australië, ten zuidwesten van West-Papoea.
De zee is 1290 kilometer lang en 560 kilometer breed. De gemiddelde diepte is tussen de 50 en 200 meter. Deze zee is op zich niet druk bevaren en heeft nog vele zogenaamde unsurveyed areas. Dit zijn gebieden op de zeekaart die nog niet zodanig onderzocht zijn. Dieptes en of gevaren zijn in deze gebieden niet of miniem aangegeven en de betreffende zeekaart zal dan ook het niet onderzochte en aanbevolen routegebied duidelijk aangeven.
In het noordwesten grenst de zee aan de Bandazee, in het oosten via de Straat Torres aan de Koraalzee, in het zuidoosten aan de Golf van Carpentaria en in het zuidwesten aan de Timorzee.